# Акбулакский сельский округ (Акмолинская область)
Акбула́кский се́льский окру́г (каз. Ақбұлақ ауылдық округі) — административная единица в составе Аршалынского района Акмолинской области.
Административный центр — село Акбулак.

## География
Административно-территориальное образование расположено в южной части Аршалынского района. В состав сельского округа входит 2 населённых пункта.
Граничит с землями административных единиц: 
- сельский округ Жибек жолы, Ижевский сельский округ — на севере,
- сельский округ Турген — на востоке,
- Анарский сельский округ — на юго-востоке,
- Берсуатский сельский округ — на юге,
- Нуринский район Карагандинской области — на западе,
- Целиноградский район — на северо-западе.

Территория сельского округа расположена на северных окраинах казахского мелкосопочника. Рельеф местности в основном представляет из себя равнину с малыми возвышенностями. Перепад высот незначительны; средняя высота округа — около 420 метров над уровнем моря.
Гидрографическая сеть представлена водохранилищем Батпакколь, озером Ащиколь.
Климат холодно-умеренный, с хорошей влажностью. Среднегодовая температура воздуха отрицательная и составляет около -4,0°С. Среднемесячная температура воздуха в июле достигает +19,9°С. Среднемесячная температура января составляет около -14,0°С. Среднегодовое количество осадков составляет около 420 мм. Основная часть осадков выпадает в период с июня по июль.

## История
В 1989 году существовал как — Целинный сельсовет (сёла Мичурино, Акбулак).
В периоде 1991—1998 годов:
- Целинный сельсовет был переименован и преобразован в Акбулакский сельский округ;
- из соседнего Анарского сельского округа в состав сельского округа были переданы село Актасты и разъезд 45;
- село Акбулак, разъезд 45 были упразднены.

В 2007 году село Мичурино было переименовано в село Акбулак.

## Население
| Численность населения | Численность населения | Численность населения |
| 1989                  | 1999                  | 2009                  |
| --------------------- | --------------------- | --------------------- |
| 1091                  | ↗1179                 | ↘1067                 |

## Состав
| № | Населённый пункт | Тип населённого пункта       | Население, 1989 | Население, 1999 | Население, 2009 |
| - | ---------------- | ---------------------------- | --------------- | --------------- | --------------- |
| 1 | Акбулак          | село, упразднено             | 166             | -               | -               |
| 2 | Акбулак          | село, административный центр | 925             | 819             | 808             |
| 3 | Актасты          | село                         | 462             | 360             | 259             |
| 4 | Разъезд 45       | разъезд, упразднён           | 10              | -               | -               |

## Местное самоуправление
Аппарат акима Акбулакского сельского округа — село Акбулак, улица Достык, 54.
- Аким сельского округа — Сураев Виталий Викторович[1].